# Bernau im Schwarzwald
Bernau im Schwarzwald (în română Bernau din Pădurea Neagră) este o comună din landul Baden-Württemberg, Germania.

## Istorie
Bernau a fost inițial o proprietate a Abației Sfântului Blasiu, care la începutul secolului al XIII-lea va deveni vasală a casei de Habsburg ca parte a Austriei Anterioare. În 1806, ca urmare a tratatul de la Pressburg, Bernau va ajunge în mâinile Marelui Ducat de Baden. 